# 검은 마법사
검은 마법사(- 魔法師, 영어: Black Mage)는 온라인 게임 《메이플스토리》의 등장인물로, 메이플스토리의 스토리상 첫 번째 최종보스이자 메이플 월드의 빛의 초월자다.

## 개발 역사
검은 마법사는 2007년 등장한 마가티아 지역 퀘스트에서 마가티아가 지역이 검은 마법사의 연구를 기초로 하여 설립된 지역이라는 부분에서 처음으로 언급되었다.
이후 2009년 검은 마법사에 대항하기 위해 시그너스 여제가 육성하는 기사단이라는 시그너스 기사단이 출시되면서 본격적으로 메인 스토리에 모습을 드러냈다. 이후 과거 검은 마법사를 봉인시켰다는 영웅 직업군이 하나씩 출시되면서 점차 스토리에서의 비중을 늘려갔다.
2018년 여름, 메이플스토리는 새로운 보스 몬스터로 검은 마법사가 나오는 검은 마법사 이벤트를 출시했다. 검은 마법사 이벤트로 2018년 여름 당시 메이플스토리는 PC방 점유율 8%, 게임 순위 3~4위권을 달성하는 호황을 누렸다.

## 작중 행적

### 하얀 마법사
하얀 마법사는 궁극의 빛에 대해 연구하기 위해 평온의 숲에서 오로라라는 대신전을 지어 연구를 하고 있었다. 그러던 어느날 자신을 찾아온 용병과 아린 일행을 구해주게 되고 이들을 머물게 해준다. 이들은 최근 생기고 있는 오멘에 대해 궁금증을 가지고 있었으며 하얀 마법사가 이들을 없애 주길 바라고 있었으며 용병은 오멘의 잔해를 하얀 마법사에게 건네주며 연구에 써달라고 이야기한다. 하얀 마법사는 용병에게 자신이 생각하는 이상적인 세계를 이야기하였고, 자신의 이야기에 매료된 용병을 조수로 받아준다. 그러던 어느 날 하얀 마법사의 연구와 오멘들의 상관 관계에 대해 이상함을 느낀 용병이 하얀 마법사를 찾아가게 되고 이를 오로라의 연구원들이 저지한다. 그 대화를 듣던 하얀 마법사는 “궁극의 빛은 없지만 궁극의 어둠은 존재한다.”라는 말을 남기고 폭주한다. 하얀마법사는 폭주하면서 오로라 신전을 파괴하고 연구원들을 죽였다. 그 후 평온의 숲에서 자신을 쫓아온 용병과 마주한다. 용병은 폭주한 하얀 마법사를 가리켜 검은 마법사라고 부르며 저항하였지만 하얀 마법사는 그를 쓰러뜨리고 평온의 숲을 떠난다.

### 검은 마법사
검은 마법사로 흑화한 하얀 마법사는 이후 세계를 멸망시키기 위한 작업에 착수한다. 그 작업을 위해 검은 마법사는 자신의 뜻을 따르는 사람들을 모아 군단장에 임명한다. 이 당시 오르카, 스우, 데몬, 아카이럼, 힐라, 반레온, 구와르, 매그너스가 검은 마법사에게 충성을 바치며 군단장이 되었다. 이후 군을 동원해 메이플 월드 곳곳에 전쟁을 일으킨다.
하지만 에레브의 여제를 중심으로 한 연합군에 의해 계획은 제대로 돌아가지 않았고, 전쟁의 전선은 자신이 있는 시간의 신전에까지 오게 된다. 시간의 신전을 지키던 검은 마법사는 자신의 가족을 죽였다면서 자신에게 덤벼드는 데몬과 싸우게 된다. 얼마 지나지 않아 데몬을 쓰러뜨린 검은 마법사는 자신을 쓰러뜨리러 온 영웅들과 조우하게 되었다. 검은 마법사는 영웅들과 의 혈전을 펼쳤지만 루미너스와 은월의 활약으로 봉인되었다.

### 부활
검은 마법사는 모험가 스토리 8장에서 봉인을 깬 후 부활한다. 이후 메이플 아일랜드로 날아가 메이플 아일랜드 지역을 파괴시킨다. 그 후 루시드, 데미안, 윌을 새로운 군단장으로 임명했으며 듄켈을 위시로 한 친위대를 구축했다.

### 아케인 리버
검은 마법사는 부활 이후 현재의 문 지역에 새로운 세계인 아케인 리버를 창조했다.
리멘에서 검은 마법사는 자신을 무찌르기 위해 온 대적자와 대결하게 되고 이후 대적자에게 패배하며 소멸한다. 소멸 직전 존재하지 않는 공간에서 검은 마법사는 대적자에게 자신이 죽음을 당함으로서 이 세상에 초월자를 모두 없애는 것이 자신의 목적이라고 밝힌다.

### Borderless
검은 마법사의 소멸 이후 하인즈는 검은 마법사의 사념을 연구했으며 그의 목적을 깨닫는다. 검은 마법사는 오버시어가 초월자라는 존재를 이용하여 세계를 통제하기를 원했다는 것을 깨달았으며 그런 통제에서 벋어난 세상을 만들기 위해 현재의 세상을 멸망시키고 아무런 제약이 없는 새로운 세상을 창조하고자 했던 것이었다.

## 테마송

### Darkness
| # | 이름     | 앨범명                      | 가수   | 작곡   | 작사   | 비고 |
| - | -------- | --------------------------- | ------ | ------ | ------ | ---- |
| 1 | Darkness | 메이플스토리 : DARKNESS OST | 하현우 | 류원광 | 안영란 |      |

## 같이 보기
- 제른 다르모어